# Dactyladenia dinklagei
Dactyladenia dinklagei là một loài thực vật có hoa trong họ Cám. Loài này được (Engl.) Prance & F.White mô tả khoa học đầu tiên năm 1979.